# 1965 na rádio
Nesta página encontrará referências aos acontecimentos directamente relacionados com a rádio ocorridos durante o ano de 1965.

## Nascimentos
| Data           | Nome             | Profissão                               | Nacionalidade | Observações | Ref |
| -------------- | ---------------- | --------------------------------------- | ------------- | ----------- | --- |
| 4 de junho     | Conceição Lino   | jornalista e apresentadora de televisão | Portugal      |             |     |
| 27 de novembro | Antônio Monteiro | ator e palhaço                          | Brasil        |             |     |

## Mortes
| Data | Nome | Profissão | Nacionalidade | Observações | Ref |
| ---- | ---- | --------- | ------------- | ----------- | --- |